# 鈴木昂平
鈴木 昂平（すずき こうへい、1991年6月20日 - ）は、東京都武蔵村山市出身の元プロ野球選手（内野手）、コーチ。右投右打。現在はオリックス・バファローズの育成コーチを務める。

## 経歴

### プロ入り前
中学生時代には東村山リトルシニアでプレー。東海大菅生高校を経て、東海大学へ進学すると、首都大学リーグ戦で遊撃手部門でのベストナイン3回、首位打者1回などの実績を残した。
大学卒業後に三菱重工名古屋へ入社。2年連続で都市対抗野球に出場。チームメイトに高木勇人がいた。
2015年のNPBドラフト会議で、オリックス・バファローズから7巡目で指名。契約金2,700万円、年俸800万円（金額は推定）という条件で入団した。三菱重工名古屋からは前年の高木に続くNPB入りで、背番号は40。チームには同姓の鈴木優が所属しているため、スコアボードなどに鈴木昂という表記を使用した。

### プロ入り後
2016年には、同期入団の大城滉二・杉本裕太郎と共に春季キャンプを一軍でスタート。レギュラー遊撃手・安達了一が潰瘍性大腸炎で出遅れたことを背景に、新人野手では唯一、公式戦の開幕を一軍で迎えた。開幕2カード目の対北海道日本ハムファイターズ第2戦（3月29日・札幌ドーム）8回裏から三塁手として一軍デビューを果たすと、およそ1ヶ月にわたって一軍に帯同。6月中旬に一軍へ復帰してからは、内野の守備要員へ定着する一方で、公式戦でのスタメン出場も経験。一軍公式戦全体では45試合に出場し、二塁・遊撃・三塁の守備をこなした。
2017年には、2年連続で開幕一軍登録を果たすと、4月1日に東北楽天ゴールデンイーグルスとの開幕カード第2戦（京セラドーム大阪）で「9番・二塁手」としてスタメンに起用。一軍公式戦への出場は通算73試合で、前年を上回った。主に三塁の守備要員や代走として起用されたが、打率は.081にとどまった。同年オフには姓名の読みが同じ鈴木康平がチームに入団したが、自身の表記や登録名（鈴木昂平）は変わらず、鈴木康平が「K-鈴木」という名前で登録された。
2018年には、3年連続で開幕一軍登録を果たした後に、2度にわたって一軍と二軍を往復した。8月8日から一軍に定着し、守備固めや代走として後半戦で出場機会を増やしたが、一軍公式戦への出場はプロ入り後で最も少ない43試合にとどまった。シーズン終了後の契約交渉では推定年俸1,200万円（現状維持）という条件で契約を更改した。
2019年には、4年連続で開幕一軍登録を果たした後に、3度にわたる一軍と二軍の往復を経て、8月1日から一軍に定着した。一軍公式戦には58試合に出場。守備固めに加えて、代打に起用されることも多かったため、通算の打席数（53）は前年（22）を大きく上回った。通算安打数（10）と打率（.227）もキャリアハイの成績だったため、シーズン終盤のインタビューでは翌2020年へのさらなる飛躍を誓っていたが、レギュラーシーズン終了後の10月22日に球団から戦力外を通告された。この通告を受けて、同月31日に、現役を引退することを球団へ申し入れた。

### 現役引退後
オリックス球団から戦力外通告と合わせてコーチへの転身を打診されていたことから、現役引退の申し入れを経て、2019年11月1日に、2020年より野手コーチ補佐に就任することが発表された。背番号は84。2021年シーズンからは育成コーチに配置転換された。

## 選手としての特徴・人物
巧みなグラブ捌きや正確なスローイングなど、高い守備力の持ち主で、大学時代からプロ級の評価を受けていた。
2018年1月に大学4年生のときに知人の紹介で知り合った愛知県出身の2歳年上の一般女性と結婚していたことを、同年のシーズン終了後に発表した。

## 詳細情報

### 年度別打撃成績
| 年 度     | 球 団      | 試 合 | 打 席 | 打 数 | 得 点 | 安 打 | 二 塁 打 | 三 塁 打 | 本 塁 打 | 塁 打 | 打 点 | 盗 塁 | 盗 塁 死 | 犠 打 | 犠 飛 | 四 球 | 敬 遠 | 死 球 | 三 振 | 併 殺 打 | 打 率 | 出 塁 率 | 長 打 率 | O P S |
| --------- | ---------- | ----- | ----- | ----- | ----- | ----- | -------- | -------- | -------- | ----- | ----- | ----- | -------- | ----- | ----- | ----- | ----- | ----- | ----- | -------- | ----- | -------- | -------- | ----- |
| 2016      | オリックス | 45    | 43    | 38    | 2     | 7     | 0        | 0        | 0        | 7     | 4     | 0     | 0        | 4     | 0     | 1     | 0     | 0     | 8     | 1        | .184  | .205     | .184     | .389  |
| 2017      | オリックス | 72    | 39    | 37    | 10    | 3     | 2        | 0        | 0        | 5     | 0     | 0     | 0        | 2     | 0     | 0     | 0     | 0     | 8     | 2        | .081  | .081     | .135     | .216  |
| 2018      | オリックス | 43    | 22    | 17    | 6     | 3     | 0        | 0        | 0        | 3     | 0     | 0     | 0        | 3     | 0     | 0     | 0     | 2     | 4     | 1        | .176  | .263     | .176     | .440  |
| 2019      | オリックス | 58    | 53    | 44    | 3     | 10    | 1        | 0        | 0        | 11    | 0     | 0     | 0        | 2     | 0     | 4     | 0     | 3     | 12    | 2        | .227  | .333     | .250     | .583  |
| 通算：4年 | 通算：4年  | 218   | 157   | 136   | 21    | 23    | 3        | 0        | 0        | 26    | 4     | 0     | 0        | 11    | 0     | 5     | 0     | 5     | 32    | 6        | .169  | .226     | .191     | .417  |

### 年度別守備成績
| 年 度 | 球 団      | 一塁  | 一塁  | 一塁  | 一塁  | 一塁  | 一塁     | 二塁  | 二塁  | 二塁  | 二塁  | 二塁  | 二塁     | 三塁  | 三塁  | 三塁  | 三塁  | 三塁  | 三塁     | 遊撃  | 遊撃  | 遊撃  | 遊撃  | 遊撃  | 遊撃     |
| 年 度 | 球 団      | 試 合 | 刺 殺 | 補 殺 | 失 策 | 併 殺 | 守 備 率 | 試 合 | 刺 殺 | 補 殺 | 失 策 | 併 殺 | 守 備 率 | 試 合 | 刺 殺 | 補 殺 | 失 策 | 併 殺 | 守 備 率 | 試 合 | 刺 殺 | 補 殺 | 失 策 | 併 殺 | 守 備 率 |
| ----- | ---------- | ----- | ----- | ----- | ----- | ----- | -------- | ----- | ----- | ----- | ----- | ----- | -------- | ----- | ----- | ----- | ----- | ----- | -------- | ----- | ----- | ----- | ----- | ----- | -------- |
| 2016  | オリックス | -     | -     | -     | -     | -     | -        | 5     | 2     | 2     | 0     | 0     | 1.000    | 34    | 2     | 22    | 1     | 3     | .960     | 9     | 5     | 16    | 0     | 2     | 1.000    |
| 2017  | オリックス | 1     | 2     | 0     | 0     | 0     | 1.000    | 3     | 6     | 6     | 0     | 3     | 1.000    | 61    | 9     | 19    | 1     | 1     | .966     | 3     | 3     | 5     | 0     | 2     | 1.000    |
| 2018  | オリックス | 13    | 18    | 3     | 0     | 1     | 1.000    | 2     | 2     | 0     | 0     | 1     | 1.000    | 22    | 6     | 18    | 1     | 1     | .933     | 3     | 1     | 3     | 0     | 2     | 1.000    |
| 2019  | オリックス | 6     | 16    | 1     | 0     | 0     | 1.000    | -     | -     | -     | -     | -     | -        | 31    | 2     | 15    | 1     | 0     | .944     | 14    | 12    | 15    | 2     | 4     | .931     |
| 通算  | 通算       | 20    | 36    | 4     | 0     | 1     | 1.000    | 10    | 10    | 8     | 0     | 4     | 1.000    | 148   | 19    | 64    | 4     | 5     | .954     | 29    | 21    | 39    | 2     | 10    | .968     |

### 記録
初記録
- 初出場：2016年3月29日、対北海道日本ハムファイターズ1回戦（札幌ドーム）、8回裏ブレント・モレルに代わり三塁手で出場
- 初先発出場：2016年7月8日、対埼玉西武ライオンズ12回戦（西武プリンスドーム）、2番・遊撃手で先発出場
- 初打席：同上、1回表にアンディ・バンヘッケンから投手ゴロ
- 初安打・初打点：同上、3回表にアンディ・バンヘッケンから左前適時打

### 背番号
- 40（2016年 - 2019年）
- 84（2020年 - ）